# Джовани Бернардино Ацолино
Вижте пояснителната страница за други личности с името Джовани.
Джовàни Бернардѝно Ацолѝно (на италиански: Giovanni Bernardino Azzolino; * 1598, Чефалу, † 12 декември 1645, Неапол) е италиански художник.

## Биография
Роден в Чефалу, Сицилия през 1594 г. Ацолино се премества в Неапол заедно с приятеля си художник Луиджи Родригес. Няколко години след пристигането си в града той се жени за благородничката Антония д'Индия от Палермо. В Неапол Ацолино се запознава и сприятелява с известния по това време художник Фабрицио Сантафеде, благодарение на когото получава поръчки за първите важни творби в кариерата си.
Картините му се характеризират със стил, дълбоко вдъхновен от класиката, която изостава от теченията на времето. Въпреки това художникът е много ценен от своите клиенти, което се доказва и от факта, че през 1609 г. поетът Джован Батиста Базиле пише „Похвална ода“ в негова чест.
Повечето шедьоври на Ацолино се намират в Неапол, където той създава картини за множество църкви като църквата „Джезу Нуово“, картината„ Свети Павел освобождава роба“ за църквата на комплекса Пио Монте дела Мизерикордия, „Полиптих на броеницата“ за базилика „Санта Мария дела Санитà“, за църквата на манастирския комплекс Камалдоли, църквата „Сан Филипо Нери“ (Джироламини), църква „Сан Пиетро Мартире“ (Неапол), църквата „Санта Мария ин Портико“.
Художникът твори и в други градове, като Генуа, където е високо оценен от членовете на фамилия Дория, в Скалеа за църквата „Сан Никола в Платейс“ той създава платното „Мадона дел Кармине с Младенеца и светиите Николай Чудотворец и Карло Боромео“.
Дървеният полиптих, запазен в Църквата на Капуцините в Четраро, датира от 1635 г. В средата на полиприха има голямо платно изобразяващо Мадоната с Младенеца, а от двете страни на платното има други две, изобразяващи Свети Себастиан (вляво) и Свети Франциск от Асизи (вдясно).
Друго калабрийско произведение на Ацолино е полиптих от осем части, запазен в Църквата на капуцините в Паола, който в центъра има платно изобразяващо Непорочната Мадона. Този полиптих всъщност е със съмнително авторство и през годините критиците го приписват на художниците Джироламо Импарато или на Фабрицио Сантафеде.
Творби на Ацолино има съхранени в Таверна в църквата „Санта Мария Маджоре“ и във Вибо Валентия в Катедралата на Сан Леолука.
Умира на 12 декември 1645 г. в Неапол на 47-годишна възраст.

## Картини на Азолино
- Свети Павел освобождава роба
Пио Монте дела Мизерикордия
Неапол
- Възнесение
Частна колекция
- Христос в дома на Мария и Марта
Частна колекция
- Страшният съд
Колеж Дева Мария от Антигуа
Монфорте де Лемос
Испания
- Рождество
 Епархийски музей
Гаета

## Виж също
- Пио Монте дела Мизерикордия
- Свети Павел освобождава роба